# Ceraclea vertreesi
Ceraclea vertreesi är en nattsländeart som först beskrevs av Donald G. Denning 1966.  Ceraclea vertreesi ingår i släktet Ceraclea och familjen långhornssländor. Inga underarter finns listade i Catalogue of Life.